# Idioma sumo
El sumo (también conocido como mayangna, sumu, suomo, woolwa, tawahka o taguaca) es un idioma misumalpa hablado en las regiones centro-norte y costa oriental (caribeña o atlántica) de Nicaragua (Jinotega, Costa Caribe Norte) y en el nororiente de Honduras. 
La mayoría de los hablantes son bilingües en misquito, otra lengua de la misma familia. 
Se distinguen varios dialectos, de los cuales al menos el sumo norteño y el sumo sureño pueden considerarse, según Ethnologue, como lenguas independientes. Otras variantes incluyen el panamahka, el tawahka, el bawihka, y el kukra.